# Kiteretsu Daihyakka: Bōken Ōedo Juraki
Kiteretsu Daihyakka: Bouken Ooedo Juraki (キテレツ大百科 冒険大江戸ジュラ紀?) es un videojuego de plataformas en 2D desarrollado por la compañía Video System y lanzado exclusivamente para la consola Game Boy en el año 1994 en Japón. Este juego es también conocido en forma errónea como Kiteretu Zyuraki.

## Información general
Kiteretsu Daihyakka: Bouken Ooedo Juraki es el segundo videojuego de la saga Kiteretsu Daihyakka, fue lanzado en 1994 en Japón cuando el animé de esta saga se estaba emitiendo en Japón. No tiene relación argumental ni de jugabilidad con su antecesor, el juego Kiteretsu Daihyakka de NES, y de hecho fue producido por una compañía distinta.
Este es un juego de plataformas lateral sumamente sencillo en donde el protagonista y único personaje controlable es Korosuke, un pequeño robot samurái que avanza atacando con su sable. La historia del juego trata sobre un accidente temporal que causa que tres dinosaurios gigantes del período jurásico se suelten por el Japón del período Edo. Kiteretsu, Korosuke y sus amigos viajan en la máquina del tiempo para resolver este inconveniente, pero un misterioso grupo de soldados vistiendo armaduras capturan y secuestran a los amigos de Kiteretsu. Ahora Korosuke tiene la misión de capturar a los dinosaurios usando la pistola reductora de tamaño y además rescatar a sus compañeros prisioneros de estos soldados. La historia del juego es muy elaborada para un juego de plataformas de su época, y se va desarrollando mediante escenas intermedias que aparecen al terminar cada nivel e incluso dentro de los niveles.
Los gráficos del juego están construidos de forma simple con sprites y poco nivel de detalle, en algunos niveles sufre de parpadeo y lentitud cuando se juntan varios sprites, los personajes tienen un tamaño grande por lo que el campo visual del jugador es reducido y ocasiona que muchas veces se tope con objetos de forma sorpresiva. El scroll de la pantalla sigue al jugador, es horizontal en algunos niveles y libre en otros.
Los niveles del juego tienen un diseño muy simple y lineal y la dificultad es relativamente baja. El progreso del juego es también completamente lineal, sin caminos alternativos, atajos o secretos. Una característica muy extraña para este tipo de juegos es la total ausencia de ítems de cualquier tipo, esto impide al jugador recargar su energía dentro de los niveles o sumar vidas. También hace que el juego se vuelva mucho más corto, ya que al no contar con ítems que distraigan al jugador, el objetivo del juego parece ser simplemente llegar a la meta lo antes posible.
El juego no posee ningún método para guardar las partidas, aunque al tener una duración corta, esto no genera un gran inconveniente.

## Personajes
- Korosuke: Korosuke es el protagonista del juego. Es un pequeño robot samurái que tiene su katana como principal y único ataque. Tiene la misión de capturar a los dinosaurios sueltos y además rescatar a sus amigos que fueron hechos prisioneros.
- Kiteretsu: Kiteretsu es un personaje secundario que aparece sólo en las escenas intermedias. Este chico es un brillante inventor que creó a Korosuke. También construyó la máquina del tiempo que le permitió viajar del Japón actual al período Edo y una pistola reductora con la cual puede convertir a los gigantescos dinosaurios en inofensivas lagartijas.
- Amigos: Los tres amigos de Kiteretsu que han sido capturados por un grupo de soldados con armaduras. Son Buta Gorilla, Tongari y Miyoko, la novia de Kiteretsu. Aparecen prisioneros en distintos puntos del juego y Korosuke tiene la misión de liberarlos.
- Dinosaurios: Tres enormes dinosaurios del período Jurásico están causando el pánico por el antiguo Japón. El primero es un pterodáctilo que se ha refugiado en las nubes; el segundo es un brontosaurio de tamaño descomunal que se escondió en el mar; y el tercero y más fuerte es un tiranosaurio que se devora a todo lo que encuentra.
- Caballero Oscuro: Líder de un grupo de soldados que visten armaduras, este oscuro enemigo es quien secuestró a los amigos de Kiteretsu. Se encuentra a bordo de un gran barco pirata y tiene la habilidad de disparar rayos desde sus cuernos.

## Mecánica y jugabilidad
El jugador asume el control de Korosuke, este es un personaje que puede avanzar a lo largo de los niveles corriendo y saltando, los saltos de este personaje son relativamente altos en comparación a juegos similares. También cuenta con un movimiento de agacharse, que le permite esquivar ciertos proyectiles.
Korosuke tiene apenas dos ataques para hacer frente a los enemigos, el más básico es el corte hacia delante con su sable y también puede ejecutar un giro con el sable en el aire al saltar. Un defecto en el ataque de Korosuke es su animación, el ataque luce mucho más limitado de lo que realmente es. En la animación, se ve cómo el sable hace un ataque a muy corta distancia hacia delante, pero en realidad este ataca a una mayor distancia y amplitud, cubriendo un ángulo que va desde arriba hacia delante. Una consecuencia notable de este defecto es que los enemigos caen derrotados, aun cuando están algo alejados del espadazo de Korosuke, incluso aquellos que llegan desde arriba.
Un movimiento muy notable de Korosuke, es el quedarse agitando los brazos cuando se queda en el extremo de una plataforma, como si se resistiera a caerse. Esto puede resultar favorable cuando hay precipicios, pero se vuelve molesto cuando el jugador simplemente quiere bajarse de una plataforma y debe aguardar un momento hasta que Korosuke finalmente se deja caer.
El sistema de vidas del juego está dado por una barra de salud de generosa cantidad. Cada vez que Korosuke recibe daño, pierde algunos puntos en la barra, según el tipo de golpe, y si se agota toda la barra pierde una vida. Si Korosuke se cae a un precipicio, simplemente pierde algunos puntos de salud y reinicia el nivel desde apenas unos metros atrás. En cambio, si Korosuke pierde la vida debe volver al inicio del nivel. Korosuke tiene tres vidas por defecto y al perder las tres vidas tiene también tres chances para continuar antes de perder por completo. Estas resultan suficientes en relación con la dificultad del juego. Al no haber ítems no se puede recargar la salud ni sumar vidas o continuaciones, la única forma en que se recupera toda la salud es al completar un nivel o al perder una vida.
El juego presenta un total de ocho niveles, que se juegan siempre en el mismo orden. En algunos niveles el objetivo es simplemente llegar al final del escenario, aunque en otros el objetivo es eliminar a todos los enemigos antes de poder llegar a la meta. En muchos niveles hay jefes al final que hay que derrotar para poder avanzar. Curiosamente, el villano principal del juego aparece en el séptimo nivel, y en el último y extenso nivel no hay jefes, el final consiste simplemente en atacar a un gigantesco colmillo enterrado para desenterrarlo.
Al final de cada uno de los primeros seis niveles hay un minijuego distinto que consiste simplemente en sumar puntos. El minijuego termina cuando se acaba el tiempo o cuando el jugador llega al máximo de 20 puntos y estos se suman a una tabla de puntuaciones que se muestra al final del nivel. Estas puntuaciones son verdaderamente inútiles, puesto que no tienen ninguna utilidad en el juego y apenas sirven para obtener una calificación final cuando el juego termina.

## Bonus Stages
Los Bonus Stages son seis minijuegos distintos, que aparecen al final de cada nivel a excepción de los dos últimos. El objetivo en todos es sumar puntos, siendo 20 puntos el máximo permitido.
- Tragaperras: Un simple juego de tragaperras en donde hay una sola chance. Dependiendo de las imágenes que salgan, el jugador consigue distintas sumas de puntos.

- Revienta burbujas: Un minijuego muy fácil, Korosuke debe caminar y saltar para reventar las burbujas que van apareciendo en pantalla.

- Atrapa las pelotas: Korosuke lleva un canasto en su espalda y sólo puede caminar. El jugador debe tratar de que las pelotas caigan dentro del canasto.

- Baloncesto: Varias pelotas conteniendo de 1 a 3 puntos van cayendo desde el lado derecho y el jugador debe mover a Korosuke para que logre llevarlas y meterlas en el aro que está del lado izquierdo.

- Whac-A-Mole: En este juego hay cuatro huecos por donde Gorilla saca su cabeza en forma aleatoria. Korosuke debe saltar rápido para pisarlo antes de que se oculte.

- Pescador:  En este juego Korosuke se encuentra pescando junto al río. Hay que presionar el botón en el momento exacto en que la boya se hunde para sacar un pescado.

## Curiosidades
- El título de este juego, Kiteretsu Daihyakka: Bouken Ooedo Juraki, en japonés significa "La Gran Enciclopedia de Kiteretsu: La Aventura en el Período Edo Jurásico".
- Todos los personajes y algunos sucesos coinciden con el anime 'Doraemon', incluyendo a los personajes secundarios.